# Aleksandra Rola
Aleksandra Rola (ur. 6 czerwca 1991 w Łęcznej) – polska zawodniczka MMA wagi słomkowej i muszej. Mistrzyni Amateur Fighting Championship w wadze słomkowej (52 kg) z 2016, multimedalistka zawodów ALMMA oraz srebrna finalistka turnieju 2016 International Mixed Martial Arts Federation. Od 2019 związana kontraktem z KSW.

## Kariera MMA

### Amatorskie walki
W mieszanych sztukach walki zadebiutowała w maju 2014 roku, pod szeregami Amatorskiej Ligi MMA (ALMMA). Pierwsze trzy starcia przegrała.
W grudniu tego samego roku wzięła udział w Mistrzostwach Polski MMA 2014 seniorek do 52 kg, pokonując na punkty Magdalenę Żuchowską oraz w finale przez poddanie duszeniem Joanne Misiarz. Trzy miesiące później, stoczyła walkę o mistrzostwo ALMMA seniorek do 57 kg, ulegając dźwignią na staw łokciowy Beacie Wardzińskiej. Pięć następnych walk zwyciężyła, pokonując kolejno – Ewelinę Woźniak, Agnieszkę Kowalską, Melanie Sade, Marlenę Szode oraz Adriannę Stańkowską. Pojedynki z Szodą oraz Stańkowską były kluczem do mistrzostwa ALMMY seniorek do 57 i 61 kg.
9 maja 2015 na gali Szarża MMA 1: I Memoriał Adolfa Kantora przegrała ponownie z Beatą Wardzińską. Dwadzieścia dwa dni później, podczas gali ALMMA 84 wygrała finałową walkę do 57 kg z Moniką Wiśniewską oraz dwie następne przegrała, toczące się w kategorii 4 kg więcej (61 kg).
12 grudnia 2015 na gali Slugfest 5 po raz drugi pokonała Ewelinę Woźniak. Starcie odbyło się w umownym limicie do 55 kg.
9 stycznia 2016 na wspólnie zorganizowanej gali przez Profesjonalną Ligę MMA (PLMMA) oraz Amateur Fighting Championship (AFC) pokonała Natalię Jędrysiak, poddając ją w drugiej rundzie duszeniem zza pleców.
Tydzień później, podczas wspólnej gali federacji Thunderstrike Fight League (TFL) oraz AFC zwyciężyła na przestrzeni trzech rund z Natalią Matląg.
W marcu 2016 zdobyła pas mistrzowski organizacji AFC w wadze słomkowej (52 kg), wygrywając z Klaudią Pawicką jednogłośną decyzją sędziowską.
W lipcu tego samego roku wzięła udział w Mistrzostwach Świata Amatorów MMA 2016 federacji International Mixed Martial Arts Federation. Najpierw wygrała dwie walki z zawodniczkami z Australii, dzięki czemu awansowała do finału. W finale przegrała w drugiej odsłonie rundowej z niepokonaną Bułgarką, Aleksandrą Tonczewą. Rola mimo porażki została srebrną medalistką tego turnieju. Z czasem ten medal został jej odebrany, a dwie zwycięskie walki z Sarah Archer oraz Brendą Tran zostały uznane za nieodbyte (no contest), w związku z wykryciem u Roli stosowanego dopingu.

### Pierwsze zawodowe walki dla Granda Pro
Rola przeszła na zawodowstwo w 2018 roku, walcząc dwukrotnie na warszawskich galach Granda Pro. Najpierw 28 kwietnia w zawodowym debiucie pokonała jednogłośnie na punkty również debiutującą Aleksandrę Wypych, a sześć miesięcy później zwyciężyła takim samym werdyktem z Ukrainką, Anastazją Kulinicz, mającą przed tym pojedynkiem stoczone dwie wygrane walki.

### Przejście do KSW
Następnie w 2019 podpisała kontrakt z najlepszą polską organizacją Konfrontacją Sztuk Walki. Debiut dla nowego pracodawcy miała odbyć 23 marca w starciu z Karoliną Owczarz. Na 11 dni przed galą KSW 47 federacja KSW poinformowała fanów o wypadnięciu Roli z karty walk, przez naruszenie u niej błędnika, w trakcie sparingów przygotowawczych do walki. Po konsultacji lekarskiej dostała zakaz treningu sportowego przez okres 30 dni. Nową rywalką Owczarz została Marta Chojnoska.
Ostateczny debiut dla KSW odnotowała 14 październiku 2019 na gali KSW 50 w Londynie. Tam zwyciężyła przez TKO w drugiej rundzie, rozbijając przy siatce kolanami i łokciami zawodniczkę z Irlandii, Catherine Costigan. Zwycięstwo Roli w efektownym stylu zostało docenione przez polską federację bonusem finansowym za najlepszy nokaut wieczoru tej gali.
W następnej walce dla Konfrontacji Sztuk Walki doszło do konfrontacji Roli z Karolina Owczarz podczas grudniowej gali KSW 52: Race. Walkę w drugiej rundzie poddaniem zwyciężyła Owczarz, zmuszając Rolę do odklepania po zaciśniętym ciasnym duszeniu trójkątnym nogami.
Po ponad roku przerwy Rola powróciła do klatki KSW. 24 kwietnia 2021 na KSW 60 przegrała werdyktem jednogłośnym z Karoliną Wójcik.

## Osiągnięcia
- 2014: Zwyciężczyni finału turnieju Mistrzostw Polski MMA 2014 seniorek do 52 kg
- 2015: Zwyciężczyni finału turnieju ALMMA 77 seniorek do 55 kg
- 2015: Zwyciężczyni finału turnieju ALMMA 77 seniorek do 61 kg
- 2015: Mistrzyni ALMMA (ALMMA 80) seniorek do 57 kg
- 2015: Mistrzyni ALMMA (ALMMA 80) seniorek do 61 kg
- 2015: Zwyciężczyni finału turnieju ALMMA 84 seniorek do 57 kg
- 2016: Mistrzyni AFC w wadze słomkowej do 52 kg
- 2016: Zwyciężczyni finału turnieju ALMMA 109 seniorek do 57 kg
- 2016: Srebrna finalistka turnieju 2016 IMMAF(inne języki) w wadze słomkowej (Rola została pozbawiona srebrnego medalu[13])

## Lista walk w MMA[1][27]

### Zawodowe
| Wynik     | Bilans | Przeciwnik (bilans przed walką) | Rozstrzygnięcie                      | Runda | Czas | Rozgrywki                    | Data       | Miejsce  | Uwagi                    |
| --------- | ------ | ------------------------------- | ------------------------------------ | ----- | ---- | ---------------------------- | ---------- | -------- | ------------------------ |
| Przegrana | 3-2    | Karolina Wójcik (7-2)           | Decyzja (jednogłośna)                | 3     | 5:00 | KSW 60: De Fries vs Narkun 2 | 24.04.2021 | Łódź     |                          |
| Przegrana | 3-1    | Karolina Owczarz (2-0)          | Poddanie (duszenie trójkątne nogami) | 2     | 4:35 | KSW 52: Race                 | 07.12.2019 | Gliwice  |                          |
| Wygrana   | 3-0    | Catherine Costigan (6-2)        | TKO (uderzenia kolanem i łokcie)     | 2     | 0:50 | KSW 50: London               | 14.09.2019 | Londyn   | Bonus za nokaut wieczoru |
| Wygrana   | 2-0    | Anastazja Kulinicz (2-0)        | Decyzja (jednogłośna)                | 3     | 5:00 | Granda Pro 7: Lucky          | 27.10.2018 | Warszawa |                          |
| Wygrana   | 1-0    | Aleksandra Wypych (0-0)         | Decyzja (jednogłośna)                | 3     | 5:00 | Granda Pro 6: Fight Club     | 28.04.2018 | Warszawa |                          |

### Amatorskie
| Wynik     | Bilans     | Przeciwnik (bilans przed walką) | Rozstrzygnięcie                      | Runda | Czas | Rozgrywki                                    | Data       | Miejsce        | Uwagi |
| --------- | ---------- | ------------------------------- | ------------------------------------ | ----- | ---- | -------------------------------------------- | ---------- | -------------- | --- |
| Wygrana   | 17-9 (2NC) | Izabela Walczak (1-0)           | Walkower                             | 1     | 4:00 | ALMMA 125: Mistrzostwa Polski MMA 2016       | 18.12.2016 | Sochaczew      | |
| Wygrana   | 16-9 (2NC) | Monika Wiśniewska (0-1)         | Poddanie (duszenie gilotynowe)       | 1     | 3:59 | ALMMA 125: Mistrzostwa Polski MMA 2016       | 18.12.2016 | Sochaczew      | |
| Przegrana | 15-9 (2NC) | Cory McKenna (5-0)              | Poddanie (duszenie zza pleców)       | 3     | 1:56 | British Challenge MMA 17                     | 03.12.2016 | Colchester     | Walka o pas mistrzowski BCMMA w wadze słomkowej |
| Przegrana | 15-8 (2NC) | Aleksandra Tonczewa (5-0)       | Poddanie (dźwignia na staw łokciowy) | 1     | 2:18 | 2016 IMMAF World Championships: Day 5        | 10.07.2016 | Las Vegas      | Finał turnieju 2016 IMMAF World Championships w wadze słomkowej. Zdobyła srebrny medal, jednak ten został jej odebrany, w związku z naruszeniem polityki antydopingowej. |
| Nieodbyta | 15-7 (2NC) | Sarah Archer (0-1)              | No contest (zmiana werdyktu)         | 3     | 3:00 | 2016 IMMAF World Championships: Day 4 Cage B | 08.07.2016 | Las Vegas      | Półfinały turnieju 2016 IMMAF w wadze słomkowej. Początkowo zwycięstwo przez decyzję jednogłośną.                                                                        |
| Nieodbyta | 15-7 (1NC) | Brenda Tran (0-0)               | No contest (zmiana werdyktu)         | 2     | 1:28 | 2016 IMMAF World Championships: Day 3 Cage A | 07.07.2016 | Las Vegas      | Ćwierćfinały turnieju 2016 IMMAF w wadze słomkowej. Początkowo zwycięstwo przez poddanie duszeniem gilotynowym.                                                          |
| Wygrana   | 15-7       | Sonia Szular (1-2)              | Decyzja (jednogłośna)                | 1     | 4:00 | ALMMA 109: Puchar Polski MMA 2016            | 15.05.2016 | Sochaczew      | Finał turnieju ALMMA 109 seniorek do 57 kg |
| Wygrana   | 14-7       | Aleksandra Wypych (0-0)         | TKO/KO                               | 1     | 0:36 | ALMMA 109: Puchar Polski MMA 2016            | 15.05.2016 | Sochaczew      | |
| Wygrana   | 13-7       | Klaudia Pawicka (0-0)           | Decyzja (jednogłośna)                | 3     | 3:00 | PLMMA 64 / AFC 9                             | 18.03.2016 | Dęblin         | Zdobyła pas mistrzowski AFC w wadze słomkowej |
| Wygrana   | 12-7       | Natalia Matląg (0-0)            | Decyzja (jednogłośna)                | 3     | 3:00 | TFL 8 / AFC 7: Title Show                    | 16.01.2016 | Lublin         | Walka w umownym limicie -56 kg |
| Wygrana   | 11-7       | Natalia Jędrysiak (0-2)         | Poddanie (duszenie zza pleców)       | 2     | 1:22 | PLMMA 62 / AFC 6                             | 09.01.2016 | Wyszków        | |
| Wygrana   | 10-7       | Ewelina Woźniak (1-1)           | Decyzja (jednogłośna)                | 3     | 3:00 | Slugfest 5                                   | 12.12.2015 | Września       | Walka w umownym limicie -55 kg |
| Przegrana | 9-7        | Kinga Karwowska (0-0)           | Decyzja (jednogłośna)                | 1     | 4:00 | ALMMA 84: Puchar Polski MMA                  | 31.05.2015 | Sochaczew      | Półfinał turnieju ALMMA 84 seniorek do 61 kg |
| Przegrana | 9-6        | Agnieszka Sobczyk (0-0)         | Poddanie (dźwignia na staw łokciowy) | 1     | 0:51 | ALMMA 84: Puchar Polski MMA                  | 31.05.2015 | Sochaczew      | Półfinał turnieju ALMMA 84 seniorek do 61 kg |
| Wygrana   | 9-5        | Monika Wiśniewska (0-0)         | Decyzja (jednogłośna)                | 1     | 4:00 | ALMMA 84: Puchar Polski MMA                  | 31.05.2015 | Sochaczew      | Finał turnieju ALMMA 84 seniorek do 57 kg |
| Przegrana | 8-5        | Beata Wardzińska (3-3)          | Poddanie (dźwignia na staw łokciowy) | 2     | 1:58 | Szarża MMA 1: I Memoriał Adolfa Kantora      | 09.05.2015 | Cieszyn        | |
| Wygrana   | 8-4        | Adrianna Stańkowska (0-0)       | Poddanie (duszenie zza pleców)       | 1     | 4:00 | ALMMA 80: Puchar Lubelskiego                 | 26.04.2015 | Chełm          | Walka o mistrzostwo ALMMA seniorek do 61 kg |
| Wygrana   | 7-4        | Marlena Szoda (1-0)             | Decyzja (jednogłośna)                | 1     | 4:00 | ALMMA 80: Puchar Lubelskiego                 | 26.04.2015 | Chełm          | Walka o mistrzostwo ALMMA seniorek do 57 kg |
| Wygrana   | 6-4        | Melania Sada (0-0)              | Walkower                             |       |      | ALMMA 80: Puchar Lubelskiego                 | 26.04.2015 | Chełm          | |
| Wygrana   | 5-4        | Agnieszka Kowalska (0-0)        | TKO (kontuzja)                       | 1     | 0:30 | ALMMA 77: Puchar Wielkopolski                | 28.03.2015 | Luboń          | Finał turnieju ALMMA 77 seniorek do 61 kg |
| Wygrana   | 4-4        | Ewelina Woźniak (0-0)           | Decyzja (jednogłośna)                | 1     | 4:00 | ALMMA 77: Puchar Wielkopolski                | 28.03.2015 | Luboń          | Finał turnieju ALMMA 77 seniorek do 55 kg |
| Przegrana | 3-4        | Beata Wardzińska (2-3)          | Poddanie (dźwignia na staw łokciowy) | 1     | 3:21 | ALMMA 74                                     | 14.02.2015 | Świętochłowice | Walka o mistrzostwo ALMMA seniorek do 57 kg |
| Wygrana   | 3-3        | Joanna Misiarz (1-0)            | TKO (ciosy pięściami)                | 1     | 2:12 | ALMMA: Mistrzostwa Polski MMA 2014: Dzień 1  | 13.12.2014 | Żyrardów       | Finał Mistrzostw Polski MMA 2014 seniorek do 52 kg |
| Wygrana   | 2-3        | Magdalena Żuchowska (1-0)       | Poddanie (duszenie trójkątne rękoma) | 1     | 1:26 | ALMMA: Mistrzostwa Polski MMA 2014: Dzień 1  | 13.12.2014 | Żyrardów       | Półfinał Mistrzostw Polski MMA 2014 seniorek do 52 kg |
| Wygrana   | 1-3        | Paulina Pykacz (0-0)            | Decyzja (jednogłośna)                | 1     | 4:00 | ALMMA 65: Mistrzostwa Polski Centralnej      | 11.10.2014 | Sochaczew      | |
| Przegrana | 0-3        | Joanna Kózka (1-1)              | Decyzja (jednogłośna)                | 1     | 4:00 | ALMMA 65: Mistrzostwa Polski Centralnej      | 11.10.2014 | Sochaczew      | |
| Przegrana | 0-2        | Aleksandra Milczarek (4-1)      | Poddanie (duszenie zza pleców)       | 1     | 0:55 | ALMMA 61: Puchar Polski MMA 2014             | 24.05.2014 | Bochnia        | |
| Przegrana | 0-1        | Joanna Kózka (0-0)              | Poddanie (duszenie gilotynowe)       | 1     | 1:35 | ALMMA 61: Puchar Polski MMA 2014             | 24.05.2014 | Bochnia        | |

## Lista walk w boksie na gołe pięści
| Wynik   | Bilans | Przeciwnik              | Rozstrzygnięcie       | Runda | Czas | Rozgrywki                    | Data       | Miejsce | Uwagi |
| ------- | ------ | ----------------------- | --------------------- | ----- | ---- | ---------------------------- | ---------- | ------- | ----- |
| Wygrana | 0-1    | Monika Porażyńska (0-0) | Decyzja (jednogłośna) | 3     | 3:00 | Genesis 1: Różal vs. Barnett | 23.10.2020 | Łódź    |       |